# Lepidogryllus comparatus
Lepidogryllus comparatus är en insektsart som först beskrevs av Walker, F. 1869.  Lepidogryllus comparatus ingår i släktet Lepidogryllus och familjen syrsor. Inga underarter finns listade i Catalogue of Life.